# Haemactis pyrrhosphenus
Haemactis pyrrhosphenus är en fjärilsart som beskrevs av Arthur Ward Lindsey 1919. Haemactis pyrrhosphenus ingår i släktet Haemactis och familjen tjockhuvuden. Inga underarter finns listade i Catalogue of Life.